# Canon EF-M 18-150mm f/3.5-6.3 IS STM
El Canon EF-M 18-150mm f/3.5-6.3 IS STM és un objectiu zoom tot terreny amb muntura Canon EF-M.
Aquest, va ser anunciat per Canon el 15 de setembre de 2016, amb un preu de venta suggerit de 479€.
Aquesta, és l'òptica que ve de sèrie amb el kit de la Canon EOS M50 Mark II.
Actualment, és l'òptica amb més zoom de Canon de la sèrie EF-M, amb un zoom de 8,3x.
La seva distància focal de 18-150mm té el mateix camp visual en una càmera EOS de la sèrie M que una lent de 29-240mm en una càmera de fotograma complet.
Aquest, està disponible en dos colors per combinar amb les càmeres dels mateixos colors: negre i platejat.

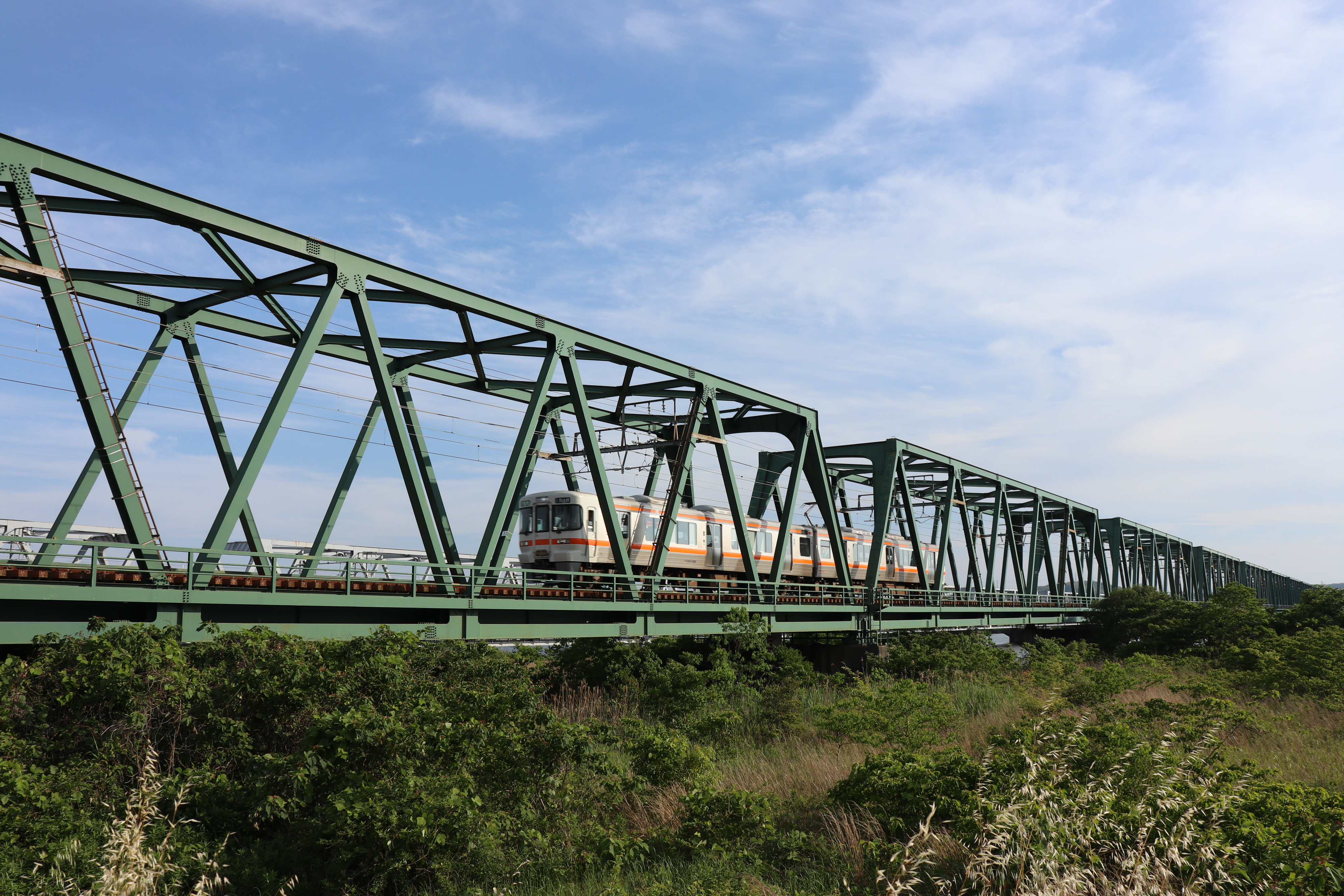
Tren fotografiat a 18mm amb el Canon EF-M 18-150mm f/3.5-6.3 IS STM

## Característiques
Les seves característiques més destacades són:
- Distància focal: 18-150mm
- Obertura: f/3.5 - 22 (a 18mm) i f/6.3 - 40 (a 150mm)
- Motor d'enfocament: STM (Motor d'enfocament pas a pas, silenciós)
- Estabilitzador d'imatge de 4 passes
- Distància mínima d'enfocament: 25cm
- Rosca de 55mm
- Entre f/5.6 i f/8 és on menys vinyetatge dona l'òptica[5]

## Construcció
- La muntura, canó i anell de filtre son de policarbonat[5]
- El diafragma consta de 7 fulles, i les 17 lents de l'objectiu estan distribuïdes en 13 grups.[1]
- Consta de 2 elements asfèrics i una lent d'ultra baixa dispersió[1]

## Accessoris compatibles[6]
- Tapa E-55
- Parasol EW-60F
- Filtres de 55mm
- Tapa posterior EB
- Funda LP816

## Objectius similars amb muntura Canon EF-M
- Tamron 18-200 f/3.5-6.3 Di III VC[7]